# Rajahmundry
Rajahmundry (Rajamahendravaram, telugu రాజమండ్రి) és una ciutat i corporació municipal d'Andhra Pradesh al districte d'East Godavari. és la cinquena ciutat de l'estat i capital del districte. La població de la ciutat és de 315.251 habitants i de l'aglomeració urbana de 413.616 habitants (cens del 2001); al cens del 1901 eren 36.408 persones. Està situada a 16° 59′ N, 81° 47′ E / 16.98°N,81.78°E a la vora del riu Godavari. és una ciutat amb molts temples i lloc de pelegrinatge.

## Història
El seu nom original fou Rajamahendri o Rajamahendravaram i fou capital de diversos estats telugus. Tradicionalment la fundació s'ha atribuït als chalukya o als reis d'Orissa. Els chalukya Rajaraja Narendra la va tenir com a capital vers 1022. Encara que els principals monuments antic són d'aquesta època (palaus, fortaleses) ja existia segurament amb anterioritat (si bé no devia ser important). Va passar després als coles i als ganpatis de Warangal. La primera mesquita fou erigida el 1324 segons una inscripció però els musulmans encara no hi governaven. Quan el regne de Warangal es va enfonsar van arribar els gajapatis d'Orissa que el 1470 la van perdre enfront d'un musulmà de nom Muhammad de la casa bahmànida. El raja no va tardar a intentar recuperar els territoris perduts i Muhammad fou assetjat a Rajahmundry però fou salvat pel sultà en persona, que va restar tres anys a la ciutat. Després els gajapatis la van reconquerir. El 1512 va caure en mans de Krishna Deva de Vijayanagar però la va retornar a Orissa. El 1572, després de dos setges fracassats, Radat Khan la va conquerir pels mogols. Del 1765 al 1757 fou la capital del general francès Bussy i allí es va retirar Conflans amb el seu exèrcit després de la derrota de Condore. La ciutat fou ocupada pels britànics sense problema però quan Forde en va sortir per atacar Masulipatam, els francesos la van reconquerir; no obstant la van haver d'evacuar molt poc després. El nom original es va canviar a Rajahmundry sota domini britànic. Fou establerta com a municipalitat el 1866.
La ciutat és el lloc on va néixer la llengua telugu i on el poeta Nannayya va establir la seva escriptura i gramàtica.

## Persones il·lustres
- Sri Kandukuri Veeresalingam (1848-1919), reformador social
- Adikavi Nannayya, poeta i gramàtic del segle XI
- Durgabai Deshmukh (1909-1981), lluitadora social, advocada, treballadora social i política

## Nota
1. ↑  «1000+ Years History (Since 919A.D)». History of Rajahmundry.   Rajahmundry.net. Arxivat de l'original el 2008-10-14. [Consulta: 22 octubre 2008].